# Alex Chalk
Pour les articles homonymes, voir Chalk.
Alexander John Gervase Chalk, né le 8 août 1976 à Cheltenham, est un homme politique du Parti conservateur britannique et ancien avocat qui est député de Cheltenham de 2015 à 2024. 
Il est secrétaire d'État à la Justice du 21 avril 2023 au 5 juillet 2024.

## Jeunesse et carrière
Chalk est le fils de Gilbert John Chalk et Gillian Frances Audrey Blois et est né le 8 août 1976 dans le village de Foxcote, Gloucestershire, Angleterre, où il grandit,. Il fait ses études à la Windlesham House School et au Winchester College avant d'étudier l'histoire moderne au Magdalen College, Oxford,. 
Il obtient un diplôme d'études supérieures en droit de la City University de Londres et le titre d'avocat de la Inns of Court School of Law. Au cours de sa carrière juridique, il poursuit et défend des affaires de terrorisme, de fraude internationale et d'homicide. Il représente des journalistes lors du Scandale du piratage téléphonique par News International et conseille l'avocat des droits humains Nasrin Sotoudeh, une prisonnière d'opinion iranienne.

## Carrière politique
Chalk est élu pour la première fois en tant que conseiller conservateur du quartier de Shepherds Bush Green au conseil de Hammersmith et Fulham en mai 2006. Il se présente avec succès dans le quartier d'Addison en 2010, le Parti travailliste prenant son ancien siège de Shepherds Bush Green lors de la même élection. Il ne se représente pas en 2014,. Pendant son mandat au Conseil, il préside le comité de planification pendant quatre ans,.
Au cours de la campagne électorale générale de 2015, Chalk reçoit le soutien du groupe pro-chasseur Vote-OK, avec des membres se portant volontaires pour lui livrer des tracts.
Il est élu député de Cheltenham aux élections générales de 2015 après avoir réalisé un swing de plus de 10%. Sa victoire dans la circonscription est la première d'un candidat du Parti conservateur en 23 ans.
De juin 2015 à janvier 2019, Chalk est membre du Comité spécial de la justice, qui examine les décisions du gouvernement relatives au système de justice,.
Chalk conserve son siège aux élections générales de 2017 avec une majorité réduite de 2569 voix.
En 2018, Chalk est nommé Secrétaire parlementaire privé (SPP) du ministère de l'Éducation. Il est ensuite nommé SPP du Secrétaire d'État à la Santé plus tard en 2018, puis en mai 2019 devient SPP de la nouvelle secrétaire d'État à la Défense Penny Mordaunt. En février 2020, Chalk rejoint le ministère de la Justice en tant que sous-secrétaire d'État parlementaire. Il devient Ministre des Marchés publics de la défense en octobre 2022 et ministre de la Justice en avril 2023.

## Prises de position
Chalk soutient le maintien au sein de l'Union européenne lors du Référendum sur l'appartenance du Royaume-Uni à l'Union européenne en 2016. Il soutient le gouvernement en votant pour déclencher l'article 50, qui lance officiellement le processus de sortie de la Grande-Bretagne de l'Union européenne, avec une majorité de députés multipartites.
Il exprime des inquiétudes concernant la sortie de l'UE sans accord, mais soutient que la seule façon d'éviter le No Deal et de respecter le résultat du référendum est de voter pour un accord.

## Vie privée
Chalk est marié et père de trois enfants et vit dans le quartier de Charlton Park à Charlton Kings, Cheltenham.